# Ombres (film)
Pour les articles homonymes, voir Ombre (homonymie).
Pour plus de détails, voir Fiche technique et Distribution.
Ombres (en macédonien : Сенки, Senki) est un film macédonien réalisé par Milcho Manchevski, sorti en 2007. Il a notamment été tourné à Ohrid et à Skopje. Le film a été présenté lors du Festival international du film de Toronto.

## Synopsis
Lazar Perkov, surnommé Laki, est spécialiste en orthopédie à l'hôpital de Skopje. Un jour, après une dispute avec sa femme, il part faire un tour en voiture. Alors qu'il essaie d'allumer une cigarette, son téléphone sonne. Surpris, il fait tomber sa cigarette qui lui brûle le bras. Il perd le contrôle de son véhicule et percute une passante.

## Fiche technique
- Titre : Ombres[1]
- Titre original : Сенки (Senki)
- Réalisation : Milcho Manchevski
- Scénario : Milcho Manchevski
- Production : Milcho Manchevski
- Musique : Ryan Shore et Kiril Džajkovski
- Montage : David Ray et Martin Levenstein
- Pays d'origine : Macédoine
- Format : Couleurs - Dolby Digital
- Genre : Drame
- Durée : 120 minutes
- Date de sortie : 
  - Canada : 9 septembre 2007 (Festival du film de Toronto)

## Distribution
- Borče Nacev : Dr. Lazar Perkov
- Salaetin Bilal : Gerasim
- Vesna Stanojevska : Menka
- Sabina Ajrula-Tozija : Dr. Vera Perkova
- Ratka Radmanovic : Kalina
- Vladimir Jacev : Dr. Shishkin
- Filareta Zdravkovic : Gordana
- Dime Iliev : Ignjat Perkov

## Récompenses
- Golden Ladybug, 2008 : Meilleure actrice (Vesna Stanojevska)
- Golden Ladybug, 2008 : Meilleur clip musical (Jungle Shadow)
- Park City Film Music Festival, 2008 : Médaille d'or
- Syracuse Film Festival, 2008 : Meilleure actrice (Vesna Stanojevska)